# Wallyford
Wallyford è una cittadina scozzese situata nel Lothian dell'est. Si trova vicino alla città di Musselburgh e dista circa 7 miglia est da Edimburgo.
Si trova lungo la linea ferroviaria Edinburgh - North Berwick (mantenuta dalla First ScotRail) ed è quindi raggiungibile tramite l'omonima stazione. La cittadina si popolò inizialmente grazie all'afflusso di minatori di carbone, in seguito molti lavoratori di Musselburgh ed Edimburgo ci si trasferirono. La cittadina è chiamata simpaticamente dai suoi abitanti "Il villaggio dei dannati".